# Regiment d'Infanteria de la Mare de Déu dels Desemparats
El Regiment d'Infanteria de la Mare de Déu dels Desemparats fou una unitat militar de l'Exèrcit de Catalunya (1713-1714) durant la Guerra de Successió Espanyola.
El regiment fou llevat l'any 1713 després de la traïció anglesa, amb els soldats valencians que es trobaven enquadrats al Regiment núm. 1 "Ahumada" de l'Exèrcit Regular Austriacista i que anava a ser evacuat de Barcelona i decidiren quedar-se per lluitar fins a la mort a les ordres del coronel Josep Vicent Torres i Eiximeno. Les baixes foren substituïdes per tropa catalana.